# Zahrádkářská osada

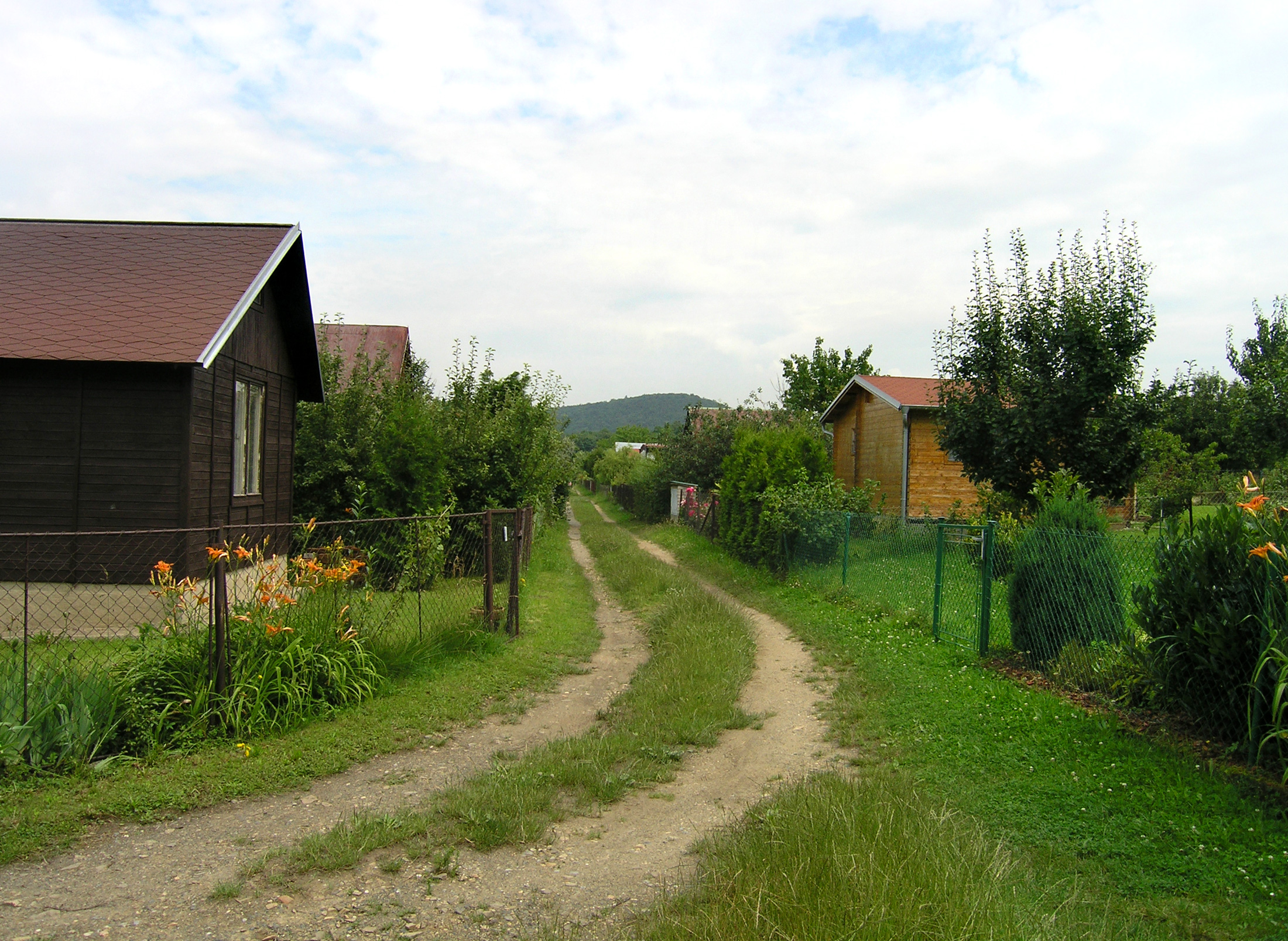
Zahrádková kolonie v Praze na Zbraslavi

Zahrádkářská osada (zahrádkářská kolonie, zahrádková osada, zahrádková kolonie) je pozemek tvořený množstvím parcel určených k soukromé zahrádkářské a zahradnické činnosti. Často bývá osada provozována spolkem, který jednotlivé parcely pronajímá svým členům. Vlastnictví pozemku může být individuální, spolkové, obecní i státní. V České republice tradičně množství zahrádkářských osad provozují základní organizace Českého zahrádkářského svazu, v mnoha jiných zemích existují obdobné organizace, 15 národních sdružení zastřešuje Evropská unie zahrádkářů.

## Podoba
Velikost osad je různá, od několika či několika desítek parcel až po stovky.
Na parcelách kromě samotných pěstebních ploch (záhonů, skleníků, trávníků, sadových ploch atd.) stávají také zahradní domky, které většinou nesmí sloužit k bydlení, ale mohou být způsobilé k obývání například po dobu víkendů či dovolené. Existují i takové zahrádkářské osady, které vznikly z původních nouzových obytných kolonií, například pražské Slatiny.
Některé zahrádkářské osady jsou zcela uzavřené, tj. síť cest uvnitř osady je přístupná pouze členům spolku či nájemcům zahrádek, v jiných jsou osadní cesty zčásti nebo zcela pro veřejnost průchozí.

## Situace vjednotlivých zemích
Na Slovensku evidoval Slovenský zahrádkářský svaz v roce 2008 kolem 987 zahrádkářských osad.
V Česku jsou zahrádky na státních pozemcích mnohdy nabízeny k odkupu do soukromého vlastnictví, přednostně dosavadním uživatelům. Jednotlivé obce se ke konkrétním osadám staví různě, někdy podporují jejich další existenci, jindy zamýšlejí jiné využití území a zahrádkové osady jsou trpěny jako provizorium.
K zemědělských pozemků ve vlastnictví ČR má právo hospodaření Státní pozemkový úřad, který realizuje "převody zemědělských pozemků v zahrádkových a chatových osadách" jejich uživatelům na základě zákona č. 503/2012 Sb. (dříve Pozemkový fond ČR, který státní zemědělské pozemky v užívání zahrádkářů převáděl podle zákona č. 95/1999).
Na území Prahy v roce 2009 bylo 122 zahrádkových osad ČZS o velikosti od 12 až do 500 členů na osadu, celkem kolem 9000 členů. Ročně zaniká kolem 4 osad a s novým územním plánem je očekáváno hromadné vyklízení většiny osad. Zahrádky jsou stále častěji využívány spíše k odpočinku než k zahradničení.
V Česku existují dva typy zahrádkových osad: zahrádkové osady vzniklé za účasti Českého zahrádkářského svazu (nejčastěji se označují jako zahrádkářské osady) a zahrádkové osady založené mimo ČZS. Osady pod ČZS se vyznačují jednotným a organizovaným založením a koordinovanou výstavbou zahrádkářských chat a ostatního zařízení; správcem zahrádkářských osad jsou základní organizace (ZO) ČZS a zahrádkářské osady se řídí Osadním řádem, který je závazný pro všechny uživatele pozemku v osadě. Ostatní zahrádkové osady vznikaly individuálně, postupně a většinou neorganizovaně. Zahrádkářská osada se stává zahrádkovou osadou také výstupem členů z ČZS a zrušením ZO ČZS.

## Legislativa
V Německu upravuje zahrádkářskou činnost speciální zahrádkářský zákon (Bundeskleingartengesetz, BKG), který vymezuje i pojem zahrádky. V německojazyčné literatuře se pro různé historické typy zahrádek používají i lokální termíny Schreberovy zahrádky (zahrádkářství jakožto vhodnou pedagogickou činnost propagoval lipský doktor Daniel Gottlob Moritz Schreber, 1808–1861), chatové zahrádky, chudinské zahrádky, dělnické zahrádky, nájemní zahrádky, altánové kolonie atd.
Zahrádkové osady mohly být zřizovány územním rozhodnutím (rozhodnutí o využití území) podle stavebních zákonů 84/1958 Sb. i 50/1976 Sb.
O přijetí speciálního českého zákona inspirovaného německým usiloval například poslanec Josef Vejvoda, který takový zákon v roce 2001 navrhl, vláda Miloše Zemana však návrh zamítla s odůvodněním, že je postačující obecná úprava v občanském zákoníku, návrh je v rozporu s právním řádem ČR a obsahuje množství vážných věcných i legislativně-technických vad, a poslanecká sněmovna zamítla projednávání již v prvním čtení. V návrhu měla být zahrádkářská činnost definována jako nevýdělečná, s funkcí samozásobitelskou a rekreační. Zahrádková osada měla být definována minimálním počtem 5 zahrádek a velikost jedné zahrádky měla být omezena po vzoru německého zákona na 400 m².
Další návrh zahrádkářského zákona projednávala česká poslanecká sněmovna v letech 2009 a 2010. Návrh se snaží zahrádkářství definovat jako veřejně prospěšnou činnost. Podle navrhovatele potřebu vydání speciálního zákona odůvodňuje „její společenský význam, který je leckdy podceňován a stavěn na okraj společenského zájmu“. Zákon navrhl opět definici zahrádky rozlohou do 400 m², a zahrádkovou osadu jako seskupení nejméně 3 zahrádek. Stanoví povinnost zřizovatele osady vydat osadní řád a upravuje některé náležitosti a speciální zákonné podmínky nájemní smlouvy. Není však zřejmé, zda a jak má zákon regulovat zahrádkářskou činnost těch osob, které o prohlášení své činnosti za veřejně prospěšnou ani o status zahrádkové osady ani nájemní vztah popisovaný v zákoně neusilují. Vláda Mirka Topolánka s ním vyjádřila nesouhlas jako s nadbytečným, protože podle ní návrh postrádá zdůvodnění takové speciální regulace a neobsahuje ani žádná konkrétní pravidla, krom nepříliš výstižných definic, některá ustanovení jsou de facto nepřímými novelami jiných zákonů a zákon obsahuje množství dalších legislativních vad. Zemědělský výbor sněmovny doporučil přijetí návrhu ve znění pozměňovacích návrhů, výbor pro veřejnou správu a regionální rozvoj doporučil návrh zamítnout, pětičlenná menšina tohoto výboru vydala oponentní zprávu, v níž doporučila přijetí zákona v původně navrhovaném znění. 19. března 2010 sněmovna návrh zákona ve znění pozměňujících návrhů hospodářského výboru schválila 82 hlasy ze 155 přítomných, převážně z levicových stran; senát jej má projednávat na schůzi, která začne 21. dubna 2010.